# Штукар
Штука́р — село Веселинівської селищної громади Вознесенського району Миколаївської області, в Україні. Населення становить 428 осіб.

## Уродженці
- Гулевський Ігор Володимирович (1984—2015) — солдат Збройних сил України, учасник російсько-української війни.
- Круглов Микола Петрович — народний депутат України 7-го скликання.